# 尤卡·波尔瓦里
尤卡·波尔瓦里（芬蘭語：Jukka Porvari，1954年1月19日—），芬兰男子冰球运动员，场上位置是前锋。他曾代表芬兰国家队参加1980年冬季奥林匹克运动会冰球比赛，获得第四名。